# Secrétariat du Parti du travail de Corée
Le Secrétariat du Parti du travail de Corée, anciennement connu sous le nom de Bureau exécutif de la politique du parti (2016-21), gère les travaux du Politburo, du Parti des travailleurs de Corée et de son Présidium. Le Secrétaire général dirige les travaux du Secrétariat, et l'organe est composé de plusieurs membres (appelés « secrétaires »).

## Historique

### Création, années 1966 à 1968
Le Secrétariat est créé lors de la 2e Conférence des représentants en octobre 1966 et est similaire à son homologue du Parti communiste de l'Union soviétique (PCUS) à l'époque de Staline. Le chef du Secrétariat à l'époque est le Secrétaire général. Jusqu'en 1966, le PTC n'a pas d'organe similaire au Secrétariat ; ce qui est inhabituel, le secrétariat est généralement l'un des organes les plus puissants des autres régime communiste. Le Secrétariat a été établi au cours d'une lutte de pouvoir afin de renforcer le contrôle de Kim Il-sung sur le parti ; pour cette raison, une grande majorité des premiers membres du Secrétariat étaient des membres titulaires ou candidats du Politburo du PTC.

### Après 1968
Une fois les luttes internes terminés en 1967-1968, le statut du Secrétariat décline ; notamment lors du 6e Congrès. Lors de ce congrès, seuls trois membres (sur neuf) sont membres à part entière du Politburo : Kim Il-sung, Kim Jong-il et Kim Jung-rin (qui n'est pas un membre de la famille des Kim).
Le prestige du Secrétariat a continué de décliner sous le règne de Kim Jong-il. Entre la 21e session plénière du 6e Comité centrale de décembre 1993 et la 3e Conférence des représentants en 2010 cinq de ses douze membres décède. Sur les sept membres restants, trois prennent leur retraite. Les quatre titulaires sont Kim Jong-il, Kim Ki-nam (chef du département de propagande et d'agitation ), Choe Tae-pok (chef du département international ) et Hong Sok-syong (chef du département des finances et de la planification ).
Sept nouveaux membres sont par la suite nommés : Choe Ryong-hae en tant que secrétaire aux affaires militaires, Mun Kyong-dok en tant que secrétaire en charge de Pyongyang (par le biais de son bureau en tant que secrétaire du comité de la ville de Pyongyang ), Pak To-chun en tant que secrétaire de l'industrie de la défense, Kim Yong-il en tant que secrétaire aux affaires internationales, Kim Yang-kon en tant que secrétaire aux affaires sud-coréennes et chef du département du Front uni, Kim Pyong-hae en tant que secrétaire au personnel et Thae Chong-su en tant que secrétaire des Affaires Générales. Lors de la 4e Conférence, il n'y a eu aucun départ à la retraite; Kim Kyong-hui (sœur de Kim Jong-il) et Kwak Pom-gi sont nommés membres et Kim Jong-un, par le biais de son poste de premier secrétaire, remplace Kim Jong-il qui avait gardé le titre après son décès. Kim Jong-il voit son titre changé de façon posthume à Secrétaire Général éternel du parti.

## Rôle politique
Avec le Politburo et le Comité central du Parti du travail de Corée, le Bureau est l'une des trois organisations de pouvoir subordonnées au Comité central du Parti. De plus, le Bureau est impliqué dans la gestion de la structure du parti. Il a autorité au sein du Parti des travailleurs de Corée, mais n'a pas d'influence sur l'élaboration des politiques. Le Politburo et son Présidium peuvent élire ou nommer des fonctionnaires au sein du Bureau.
L'organe était connu sous le nom de Secrétariat depuis sa création en octobre 1966 jusqu'à sa réorganisation en Bureau exécutif de la politique du parti lors du 7e Congrès en mai 2016.
Au 10 janvier 2021, le Secrétariat se compose du Secrétaire Général, du Premier Secrétaire et de sept secrétaires. Le poste de Secrétaire Général du Parti devient le poste le plus important du Parti du travail de Corée. Le poste de Premier Secrétaire, qu'occupait auparavant Kim Jong-un, devient le deuxième poste le plus important en Corée du Nord. Le poste de Premier Secrétaire pourrait avoir été créé afin de rendre claire la procédure de passation de pouvoir en cas de décès du Kim Jong-un. La création de ce poste signifie aussi que Kim Jong-un délègue la gestion du Parti du Travail de Corée à une personne de confiance cette dernière aurait l'autorisation de présider les réunions clés du Parti.